# Odry-Loučky
Odry-Loučky – przystanek kolejowy w Odrach, w kraju morawsko-śląskim, w Czechach. Znajduje się na wysokości 305 m n.p.m.
Jest zarządzany przez Správę železnic i obsługiwany regularnymi pociągami ČD. Na przystanku nie ma możliwości zakupu biletów, a obsługa podróżnych odbywa się w pociągu.

## Linie kolejowe
- 276 Suchdol nad Odrou – Budišov nad Budišovkou